# Helmut Krieger
Helmut Krieger (Sławięcice, 17 luglio 1958) è un ex pesista polacco.

## Palmarès
| Anno | Manifestazione  | Sede      | Evento         | Risultato | Misura  | Note |
| ---- | --------------- | --------- | -------------- | --------- | ------- | ---- |
| 1984 | Europei indoor  | Göteborg  | Getto del peso | 8º        | 19,76 m |      |
| 1985 | Europei indoor  | Atene     | Getto del peso | 7º        | 19,39 m |      |
| 1985 | Mondiali indoor | Parigi    | Getto del peso | 5º        | 19,58 m |      |
| 1986 | Europei         | Stoccarda | Getto del peso | 9º        | 18,53 m |      |
| 1987 | Mondiali        | Roma      | Getto del peso | 12º       | 19,15 m |      |
| 1988 | Olimpiadi       | Seul      | Getto del peso | 12º       | 19,51 m |      |
| 1989 | Europei indoor  | L'Aia     | Getto del peso | 7º        | 19,51 m |      |
| 1991 | Mondiali indoor | Siviglia  | Getto del peso | 11º       | 18,59 m |      |

## Campionati nazionali
- 10 volte campione nazionale nel getto del peso (1986/1995)
- 9 volte nel getto del peso indoor (1984, 1987/1993, 1995)